# Contipus oblongus
Contipus oblongus är en skalbaggsart som beskrevs av Lewis 1906. Contipus oblongus ingår i släktet Contipus och familjen stumpbaggar. Inga underarter finns listade i Catalogue of Life.